# Spilarctia pratti
Spilarctia pratti là một loài bướm đêm thuộc phân họ Arctiinae, họ Erebidae.